# Hsu Yu-hsiou
Hsu Yu-hsiou (chiń. upr. 许育修; chiń. trad. 許育修; pinyin Xǔ Yùxiū; ur. 2 kwietnia 1999 w Zhanghua) – tajwański tenisista, zwycięzca trzech juniorskich turniejów wielkoszlemowych w grze podwójnej, reprezentant kraju w rozgrywkach Pucharu Davisa.

## Kariera tenisowa
Podczas swojej kariery wygrał jeden singlowy i pięć deblowych turniejów cyklu ATP Challenger Tour. Ponadto zwyciężył w jedenastu singlowych oraz dwudziestu trzech deblowych turniejach rangi ITF.
W 2017 roku zwyciężył w trzech juniorskich turniejach wielkoszlemowych w grze podwójnej: Australian Open w parze z Zhao Lingxim, Wimbledonie, startując z Axelem Gellerem, oraz US Open wraz z Wu Yibingiem.
W rankingu gry pojedynczej najwyżej był na 186. miejscu (17 kwietnia 2023), a w klasyfikacji gry podwójnej na 149. pozycji (11 lipca 2022).

### Zwycięstwa w turniejach ATP Challenger Tour

#### Gra pojedyncza
| Końcowy wynik | Nr | Data        | Turniej | Nawierzchnia | Przeciwnik   | Wynik finału |
| ------------- | -- | ----------- | ------- | ------------ | ------------ | ------------ |
| Zwycięzca     | 1. | 6 listopada | Sydney  | Twarda       | Marc Polmans | 6:4, 7:6(5)  |

#### Gra podwójna
| Końcowy wynik | Nr | Data              | Turniej    | Nawierzchnia | Partner         | Przeciwnicy                                 | Wynik finału      |
| ------------- | -- | ----------------- | ---------- | ------------ | --------------- | ------------------------------------------- | ----------------- |
| Zwycięzca     | 1. | 18 lipca 2021     | Nur-Sułtan | Twarda       | Benjamin Lock   | Peter Polansky Serhij Stachowski            | 2:6, 6:1, 10−7    |
| Zwycięzca     | 2. | 25 lipca 2021     | Nur-Sułtan | Twarda       | Benjamin Lock   | Ołeksij Krutych Grigorij Łomakin            | 6:3, 6:4          |
| Zwycięzca     | 3. | 12 grudnia 2021   | Antalya    | Ceglana      | Ołeksij Krutych | Sanjar Fayziev Markos Kalowelonis           | 6:1, 7:6(5)       |
| Zwycięzca     | 4. | 26 listopada 2022 | Yokkaichi  | Twarda       | Yuta Shimizu    | Masamichi Imamura Riō Noguchi               | 7:6(2), 6:4       |
| Zwycięzca     | 5. | 25 lutego 2023    | Bengaluru  | Twarda       | Chung Yun-seong | Anirudh Chandrasekar Vijay Sundar Prashanth | 3:6, 7:6(7), 11–9 |

### Finały juniorskich turniejów wielkoszlemowych w grze podwójnej (3–0)
| Końcowy wynik | Nr | Data             | Turniej                    | Nawierzchnia | Partner     | Przeciwnicy                     | Wynik finału      |
| ------------- | -- | ---------------- | -------------------------- | ------------ | ----------- | ------------------------------- | ----------------- |
| Zwycięzca     | 1. | 27 stycznia 2017 | Australian Open, Melbourne | Twarda       | Zhao Lingxi | Finn Reynolds Duarte Vale       | 6:7(8), 6:4, 10−5 |
| Zwycięzca     | 2. | 16 lipca 2017    | Wimbledon, Londyn          | Trawiasta    | Axel Geller | Jurij Rodionov Michael Vrbenský | 6:4, 6:4          |
| Zwycięzca     | 3. | 9 września 2017  | US Open, Nowy Jork         | Twarda       | Wu Yibing   | Tōru Horie Yuta Shimizu         | 6:4, 5:7, 11−9    |